# Josef Wladyka
Josef Kubota Wladyka (Fairfax, 21 settembre 1981) è un regista e produttore cinematografico statunitense noto principalmente per il film Manos Sucias, che gli è valso una candidatura agli Independent Spirit Awards nel 2016.

## Biografia
Josef Wladyka è nato a Fairfax, Virginia, e ha studiato cinema all'Università di New York, realizzando vari cortometraggi per poi recarsi nel Pacifico colombiano nel 2010 e dirigere Manos Sucias, il suo primo lungometraggio, incentrato sulla realtà del narcotraffico in quella regione del paese sudamericano e sul forte impatto che ha sulla popolazione locale. Il produttore esecutivo del film è stato Spike Lee, docente universitario di Wladyka.
Tra il 2016 e il 2017 ha diretto alcuni episodi di serie come Outcast, Animal Kingdom, Narcos e Fear the Walking Dead, mentre nel 2018 ha diretto due episodi di Narcos: Messico mentre, un anno dopo, due di The Terror e prodotto un secondo lungometraggio, Catch the Fair One.

## Filmografia

### Regista

#### Cinema
- The Rebel - cortometraggio (2006)
- Huey - cortometraggio (2008)
- Klaudia - cortometraggio (2009)
- Manos Sucias (2014)
- Catch the Fair One (2021)

#### Televisione
- Narcos - serie TV, 5 episodi (2016-2017)
- Outcast - serie TV, episodio 2x07 (2017)
- Animal Kingdom - serie TV, episodio 2X10 (2017)
- Fear the Walking Dead - serie TV, episodio 3x11 (2017)
- Narcos: Messico - serie TV, 2 episodi (2018)
- The Terror - serie TV, 2 episodi (2019)
- Tokyo Vice - serie TV, 8 episodi (2022-2024)
- One Piece - serie TV, 2 episodi (2023)

### Produttore

#### Cinema
- The Rebel - cortometraggio (2006)
- Catch the Fair One (2021)

#### Televisione
- The Terror - serie TV, episodio 2x01 (2019) - co-produttore esecutivo
- Tokyo Vice - serie TV, 17 episodi (2022-2024) - co-produttore esecutivo